# 공군1호기 회항 사고
공군1호기 회항 사고는 2011년 3월 12일, 서울공항을 출발해 두바이 국제공항으로 가던 공군1호기는 이륙 30여분만에 군산시를 지나 서해안으로 갔을 때쯤 기체 아랫부분에서 소음과 함께 진동이 일어나 인천국제공항에 회항한 사건이다. 여기에는 이명박 전 대통령이 타있었으며, 두바이에 2시간가량 늦게 도착했다.